# Antonio Fresco
Miguel Antonio Matos (n. 1 septembrie 1983, Silver Spring⁠(d), comitatul Montgomery, Maryland, SUA], Silver Spring, Maryland, SUA ) cunoscut sub numele de scenă Antonio Fresco, este un disc jockey, producător de muzică și prezentator de radio american. Este de origine dominicană și puertorică.

## Viața și cariera
Miguel Antonio Matos s-a născut la 1 septembrie 1983 în Silver Spring, Maryland. A fost crescut la Baltimore, Maryland, de mama sa, care este o puertoricană din New York.
Fresco este o fostă personalitate radio și DJ pentru postul de radio ritmic, 97,9 Beat în Dallas, Texas. În timpul petrecut la postul de radio, Antonio a intervievat multe persoane notabile, cum ar fi rapperii Nelly, B.o.B, și fostul grup de fete, OMG Girlz. În timp ce locuia în Dallas și lucra la radio, a folosit numele M-Squared. În noiembrie 2011, Fresco a produs și a găzduit un videoclip muzical numit „M-Squared Presents The Understanding - DFW Cypher” care a prezentat el însuși și șase artiști muzicali din zona Dallas Fort Worth. Videoclipul muzical a fost prezentat într-un ziar din Dallas, numit D Magazine. În aprilie 2014, el a fost votat „Cel mai bun DJ” de un alt ziar numit Dallas Weekly.
Fresco s-a alăturat cântăreț Jonn Hart și producător muzical Clayton William pentru a lansa o melodie numită „Blow It”. Blow It a fost lansată mai târziu sub numele de artistă Hella Louud (un grup format din Hart și William) cu Antonio Fresco.
În 2016, Fresco a lansat o melodie numită Light It Up. Piesa a fost în stilul „Melbourne bounce”, care este un subgen al Electro house. Mai târziu în acel an, în august 2016, Fresco a făcut un remix neoficial al piesei lui Calvin Harris și Rihanna This Is What You Came For.
În iunie 2017, Fresco a colaborat cu cântăreț Kennis Clark pentru a lansa o melodie numită „Bout Time.” Videoclipul muzical a fost înregistrat împreună cu Academia de Film din New York ca unul dintre proiectele lor „Industry Lab”. Piesa sa After Party a apărut mai târziu în acel an, urmată de Lose Myself, care este o melodie care are influențe muzică pop și dancehall.

## Discografie

### Single-uri
- 2015 "Blow it" împreună cu Jonn Hart și  Clayton William[22]
- 2016 "Light It Up"[23]
- 2017 "Bout Time" împreună cu Kennis Clark[24]
- 2017 "Lose Myself" împreună cu Wes Joseph[1]
- 2019 "Rattlesnake" împreună cu Patricia Possollo și Lorena J'zel[25]
- 2020 "Make Ya Move"[26]
- 2020 "Leading Me On"[27]

### Remixuri
- 2020 Halsey - Graveyard (Antonio Fresco Remix)[28]
- 2020 Ariana Grande, Miley Cyrus și  Lana Del Rey - Don't Call Me Angel (Antonio Fresco Remix)

## Videoclipuri
| Titlu         | An   | Alți artiști | Regizor(i)      | Ref.   |
| ------------- | ---- | ------------ | --------------- | ------ |
| "Lose Myself" | 2017 | Wes Joseph   | Matt Stanley    | [ 29 ] |
| Colaborări    |      |              |                 |        |
| "Bout Time"   | 2013 | Kennis Clark | Prince Domonick | [ 30 ] |